# 銀幕版 スシ王子! 〜ニューヨークへ行く〜
『銀幕版 スシ王子! 〜ニューヨークへ行く〜』（ぎんまくばん スシおうじ ニューヨークへいく）は、2008年4月19日に公開された堂本光一主演の日本映画。

## 概要
2007年に放送されたテレビ朝日系ドラマ『スシ王子!』の劇場版。丸の内ルーブル他全国東急系にて公開された。
堤幸彦が『恋愛寫眞』（2003年）のロケのために訪れたニューヨークでスタッフと始めたアメリカでヒットする映画は何かという雑談から生まれた企画であるため、企画のコンセプトとしては映画を公開することが事前に決まっていた。そのため映画に先駆けて映画のエピソード0の意味合いをこめてドラマ版の撮影から始めている。
堂本光一は『家なき子』以来13年ぶりの映画出演となる。なお、光一は今作が映画初主演作となる。
キャッチコピーは「お前なんか、NY（にぎってやる）!」。

## ストーリー
米寿司は自然流琉球唐手を極めるため寿司の修行の旅を続けていたが、武留守リリーにシャリの極意を得るように言われ長い船旅を経てアメリカ・ニューヨークに降り立った。ニューヨークでの寿司事情に戸惑いながら、シャリの達人・俵源五郎のいる「八十八」にたどり着いた司は源五郎に弟子入りを志願。弟子入りを断られるも熱意を買われ源五郎からの指南を受けるようになる。だが「八十八」は土地の乗っ取りを画策するマフィア集団・ペペロンチーノ一味に狙われており、司はその抗争の中に巻き込まれる。

## 登場人物
米寿司（まいず つかさ）
通称「スシ王子」。今回の舞台のNYにくるまでに日本から船で数十カ国を経由して半年かけて来た。そしてその旅の船のなかで「自然流琉球唐手指南書」を2000回やり遂げ（しかし指南書の教えには船の中では到底できないであろうこともある）、自らの持病である「ウオノメ症候群」の症状が露になる時間を3分から1分に縮め、さらに船の中の宿泊客に英語を教わり、発音が流暢ではない所謂「ジャパニーズイングリッシュ」を学ぶ、など数々のことをやってのけた。
河原太郎（かわはら たろう）
司の弟分で、司と共に修行していた。通称「河太郎」。司より先に「八十八」で働いている。源五郎に認められた司への嫉妬から司へライバル心をむき出すようになる。
豊穣稲子（ほうじょう いねこ）
「八十八」の用心棒。外人部隊出身の武闘派。幼いころ寿司屋を営む両親の手伝いをしていたが、母親（長田奈麻）が病死し、店のために寿司の腕を身につけようとしたが父親に拒絶され勘当された過去を持つ。
カルロス
「八十八」の寿司職人。家族のために働いているメキシカン。
マグガイアー
「八十八」の常連客。かつてベトナム戦争に身を投じた元軍人で、現在はグラフィックデザイナーをしている。
フリオ
マルガリータ
「八十八」の常連客。子供を残しキューバから亡命してきた夫婦で、ホットドッグ屋を営んでいる。
ティプラ
「八十八」があるビルの大家でタロットカード占い師。
ペペロンチーノ
マフィア集団・ペペロンチーノ一味の親玉。
武留守リリー（ぶるす リリー）
自然流琉球唐手の師範。ドラマ版で魂のみの存在となった。本作で品はテレビで見たギャルになりたかったとのことで、「一度なってみたかった」というギャルの姿になって司の前に現れる。いちいちセクシーポーズらしきものをとり、終始ピンク色のギャル風のオーラに包まれている。
ナエ
留学生で河太郎の恋人。語学力は船旅で覚えた司よりも流暢。
ハルキ
「八十八」の常連客で彫刻家を名乗る。コテコテの関西人でひょうきんな性格。
俵源五郎（たわら げんごろう）
「八十八」主人。シャリの達人と謳われる腕前の持ち主で、彼が育てた米から作る寿司を食せば顔から光が放たれるほど。ニューヨークの郊外に自作の稲を所有している。
ミスター・リン
ペペロンチーノ一味を束ね、寿司握りのエンターテイメント化を推し進める。鉄仮面を被っている謎の人物。何かとカツラの種類を変える。寿司職人としての腕前も持っており、豪華な食材をふんだんに使ったエンターテイメントに富んだ寿司作りを得意とする。

## キャスト
- 米寿司：堂本光一
- 河原太郎：中丸雄一（KAT-TUN）
- 豊穣稲子：釈由美子
- カルロス：Alberto.M.Albuquerque
- マクガイヤー：レックス・ジョーンズ（塩コショー）
- ペペロンチーノ：ジョン・カミナリ
- フリオ：アドゴニー・ロロ
- マルガリータ：Carlyne Rossignol
- ティプラ：インゲ・ムラタ
- ナエ：太田莉菜
- 武留守リリー：平良とみ
- 中国人マフィア：S.K.G（スシ王子!格闘軍団）（辻本一樹、竹嶌厚、向田翼、沖原一生）
- 八十八の客（モンモン少女隊）：信川清順、鈴木舞花、大山愛子
- スシバー八十八の職人：笹本昌幸
- スシバー八十八のラッパー：牛舌喰らう
- ダンサー：EIGO、YOSSY、CHU-CHU、SHIDO、MACKY、ENA、MASAKO
- 幼い司：阿久津賀紀
- 幼い稲子：田中明
- 北極星一派の少年：冨宿颯
- 自然流継承者：前川貴紀
- フィリピン人船員：Hossain Md.Motahar
- デカマフィア：Gerard Laracy
- 韓国系職人：Myoung Joo
- インド系職人：Abedin
- 黒服の司会者：Rudy
- 外人部隊長官：Jusutin Davies
- 僧侶：Stuart-O
- ウディ・アレン：Rafael Ruiz
- ジョン・レノン：Aio Silas
- 黒人ダンサー：Osmel Diego、Ricky J.Cabral Jr.
- 金髪ウェイトレス：Yenta Nind、Ingrid Gregusova
- 審査員（ヤッピー）：Dupuy Robin
- 審査員（黒人）：Michel Hudson
- 審査員（金髪女性）：Adeyto
- 審査員（子供）：Ethan Amis
- 審査員（ホームレス）：Thomas Walker
- 審査員（太った白人）：Peter Davis
- アフリカの空港職員：Ahamad Tony、Yoshihiro Nozoe
- 米寿船造：永澤俊矢
- 稲子の父：竹山隆範
- 稲子の母：長田奈麻
- アルマジロ入国審査官：Cherish Duke
- タクシードライバー：Richard Prioleau
- 八十八（エイトプラスエイト）親方：Wayne Chang
- 八十八（エイトプラスエイト）客：Sunil Chandrahas
- 男好きな警察官：Peter Dicaprio
- マフィアの部下：Goran Spadina
- ギャル師匠：石原さとみ（友情出演）
- ハルキ / リン：伊原剛志
- 俵源五郎：北大路欣也

## スタッフ
- 原案・脚本・監督：堤幸彦
- 脚本：河原雅彦
- エグゼクティブプロデューサー：白石統一郎、山本晋也、亀山慶二、長坂信人
- プロデューサー：福山亮一、日枝広道、中沢晋
- 音楽：見岳章
- 撮影：唐沢悟
- 美術：相馬直樹
- 照明：川里一幸
- 映像調整：吉岡辰沖
- 編集：大野昌寛
- 録音：臼井久雄
- スクリプター：吉田久美子
- 装飾：茂木豊
- アクションコーディネーター：諸鍛冶裕太
- VFXスーパーバイザー：野崎宏二
- 料理指導：小川明男
- 監督補：木村ひさし、丸毛典子
- 制作担当：篠宮隆浩
- 協力：ジャニーズ事務所
- 撮影スタジオ：日活撮影所
- 映像協力：テレビ朝日
- 音楽協力：テレビ朝日ミュージック
- 配給：ワーナー・ブラザース映画
- 制作プロダクション：オフィスクレッシェンド
- 製作：『スシ王子!』製作委員会（電通、朝日放送、テレビ朝日、ジェイ・ストーム、ワーナー・ブラザース映画、オフィスクレッシェンド、東急レクリエーション、メ〜テレ、九州朝日放送、北海道テレビ放送）

## 主題歌
- 「No more」 - 米寿司（堂本光一）

## ソフト化
- すしなび 〜銀幕版 スシ王子!〜（DVD1枚組、映画本編のナビゲートDVD、2008年4月2日発売、発売元はジェイ・ストーム、販売元はワーナー・ホーム・ビデオ）
  - オープニング
  - 『銀幕版 スシ王子!』NYロケ クランクイン
  - 中丸雄一の撮影現場レポート
  - 堤幸彦監督のアドリブ演出
  - 中丸雄一 NYロケ クランクアップ
  - 堂本光一 NYロケ クランクアップ
  - エンディング
  - 映像特典
    - 堂本光一『銀幕版 スシ王子! 〜ニューヨークへ行く〜』見どころ紹介
      - 1．アクション
      - 2．英語
      - 3．米作り

  - 全編中丸雄一によるナレーション付き

以下、発売元はテレビ朝日、販売元はワーナー・ホーム・ビデオ。
- 銀幕版 スシ王子! 〜ニューヨークへ行く〜 回転バージョン（DVD1枚組、レンタル版、2008年10月10日レンタル開始）
  - 映像特典
    - 特報・劇場予告編集
    - 初日舞台挨拶
    - 「相棒 -劇場版- 絶体絶命! 42.195km 東京ビッグシティマラソン」予告編
    - 「映画 クロサギ」予告編
- 銀幕版 スシ王子! 〜ニューヨークへ行く〜 並（DVD1枚組、セル版、2008年10月10日発売）
  - 映像特典
    - 特報・劇場予告編集
    - ニューヨークプレミア映像
- 【初回限定生産】銀幕版 スシ王子! 〜ニューヨークへ行く〜 特上（DVD2枚組、セル版、2008年10月10日発売）
  - ディスク1：本編DVD
    - 映像特典
      - 特報・劇場予告編集

  - ディスク2：特典DVD
    - メイキング「堂本光一の本日のおすすめ」
    - 完成披露舞台挨拶

  - 封入特典
    - 特製ライナーシート
    - ポストカード（5枚）
    - 米寿司NY（にぎってやる!）オリジナル・フィギュア

  - 特製アウターケース&デジパック仕様

## 備考
- 源五郎が所有する稲田はニューヨークにあるという設定だが、実際は千葉県で撮影されている。司や河太郎の台詞に「まるで千葉じゃないか」とそれを捩った台詞を言わせている。
- 映画のタイトルは『星の王子 ニューヨークへ行く』のパロディである。
- 本来はアメリカ軍に外人部隊はなく、フランス軍（またはスペイン軍）の部隊である。
- その年の最低映画作品を選出するHIHOはくさい映画賞で、この映画を配給したワーナー・ブラザース映画が特別賞を受賞している。